# Dolany (Rozdziele)
Dolany – część wsi Rozdziele w Polsce, położona w województwie małopolskim, w powiecie bocheńskim, w gminie Żegocina. Wchodzi w skład sołectwa Rozdziele.
W latach 1975–1998 Dolany należały administracyjnie do województwa tarnowskiego.
Nazwa  Dolany wywodzi się od położenia w dolinie Rozdzielca, niejako  w dole. Dolany znajdują się w pobliżu centrum wsi. W przysiółku tym znajduje się remiza OSP Rozdziele.